# Katherine Gorge nationalpark
Katherine Gorge nationalpark en nationalpark i Australien.   Den ligger i delstaten Northern Territory, i den norra delen av landet, 2 900 km nordväst om huvudstaden Canberra. Katherine Gorge nationalpark ligger 181 meter över havet.